# アデノシン-3',5'-ビスリン酸
アデノシン-3',5'-ビスリン酸（Adenosine 3',5'-bisphosphate）は、リボース環の異なる炭素に2つのリン酸が結合したアデノシンヌクレオチドである。リボースの5'炭素に二リン酸が結合したアデノシン二リン酸とは異なるヌクレオチドである。
アデノシン-3',5'-ビスリン酸は、補酵素の3'-ホスホアデノシン-5'-ホスホ硫酸からの硫酸基の供与によるスルホトランスフェラーゼの酵素反応生成物として生じる。
この生成物は、3'(2'),5'-ビスリン酸ヌクレオチダーゼによって加水分解され、アデノシン一リン酸（AMP）を与える。生じたAMPはアデノシン三リン酸（ATP）にリサイクルされる。